# Giovanni Demio
Giovanni Gualtieri, ben più noto come Giovanni Demìo o De Mio e detto anche l'Indemio o il Fratino (Schio, 1500 circa – 1570 ?), è stato un pittore e mosaicista italiano. 
Demio risulta essere uno dei primi artisti dell'area lombardo-veneta a esprimersi attraverso il manierismo.

## Biografia

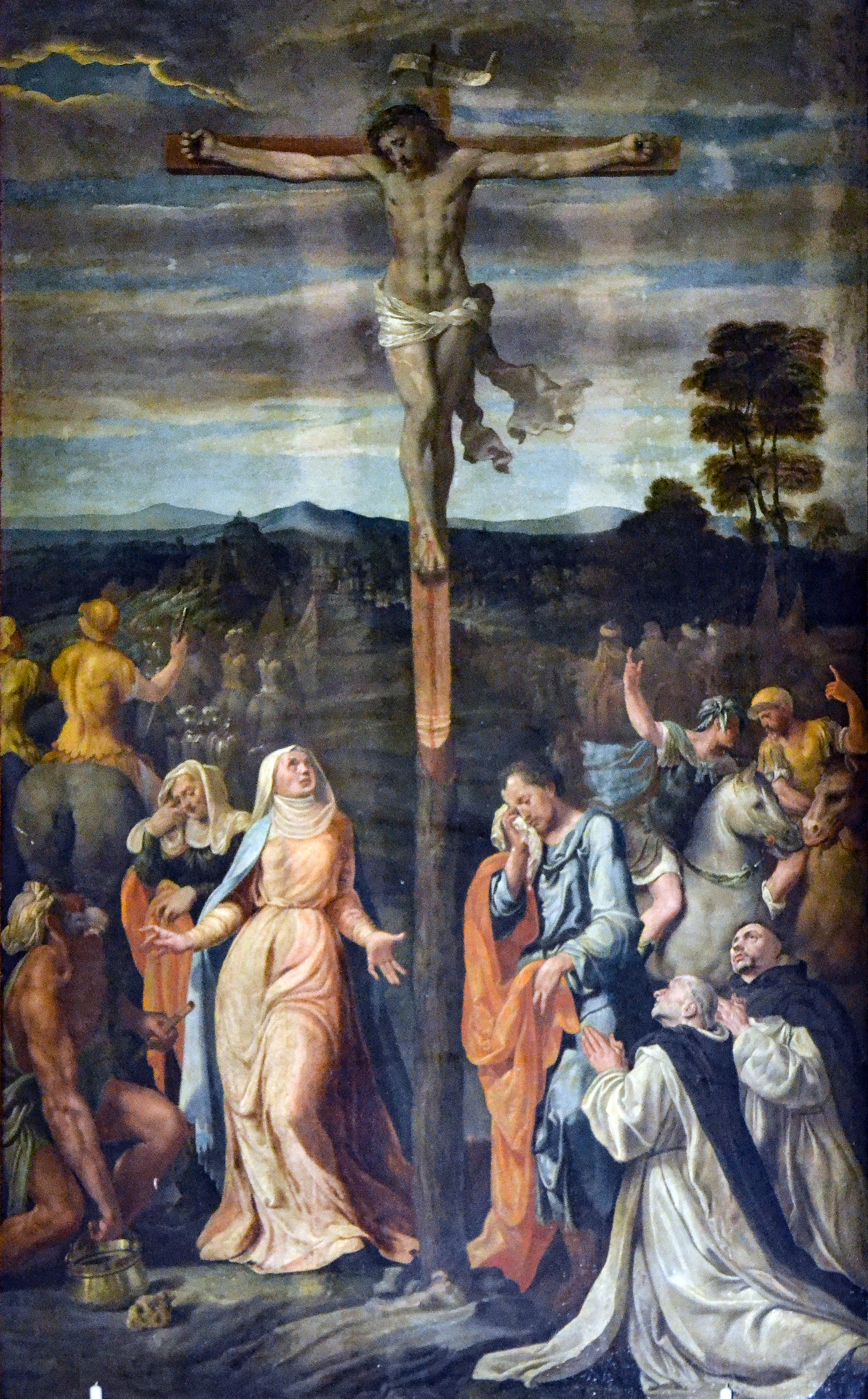
Pala d'altare per la cappella Sauli presso la chiesa di Santa Maria delle Grazie, a Milano. 1541

La biografia di Giovanni Gualtieri risulta essere piuttosto scarna a causa della scarsa documentazione pervenuta e dei vari soprannomi con il quale lo stesso veniva identificato: principalmente Demio, ma anche Indemio, De Mio, Del Mio, Fratino, Frattina.
Apprezzato dai contemporanei (Andrea Palladio lo definì "huomo di bellissimo ingegno", Giovanni Grimani "eccellentissimo in tale arte" riferendosi a esso come mosaicista), il Demio lascia poche opere, alcune delle quali solo attribuite e sparse in molte località italiane.
Giovanni Demio, figlio di Bartolomeo, aveva un fratello, apprezzato pittore anch'esso, con il quale sono documentate svariate collaborazioni artistiche: Francesco Gualtieri.

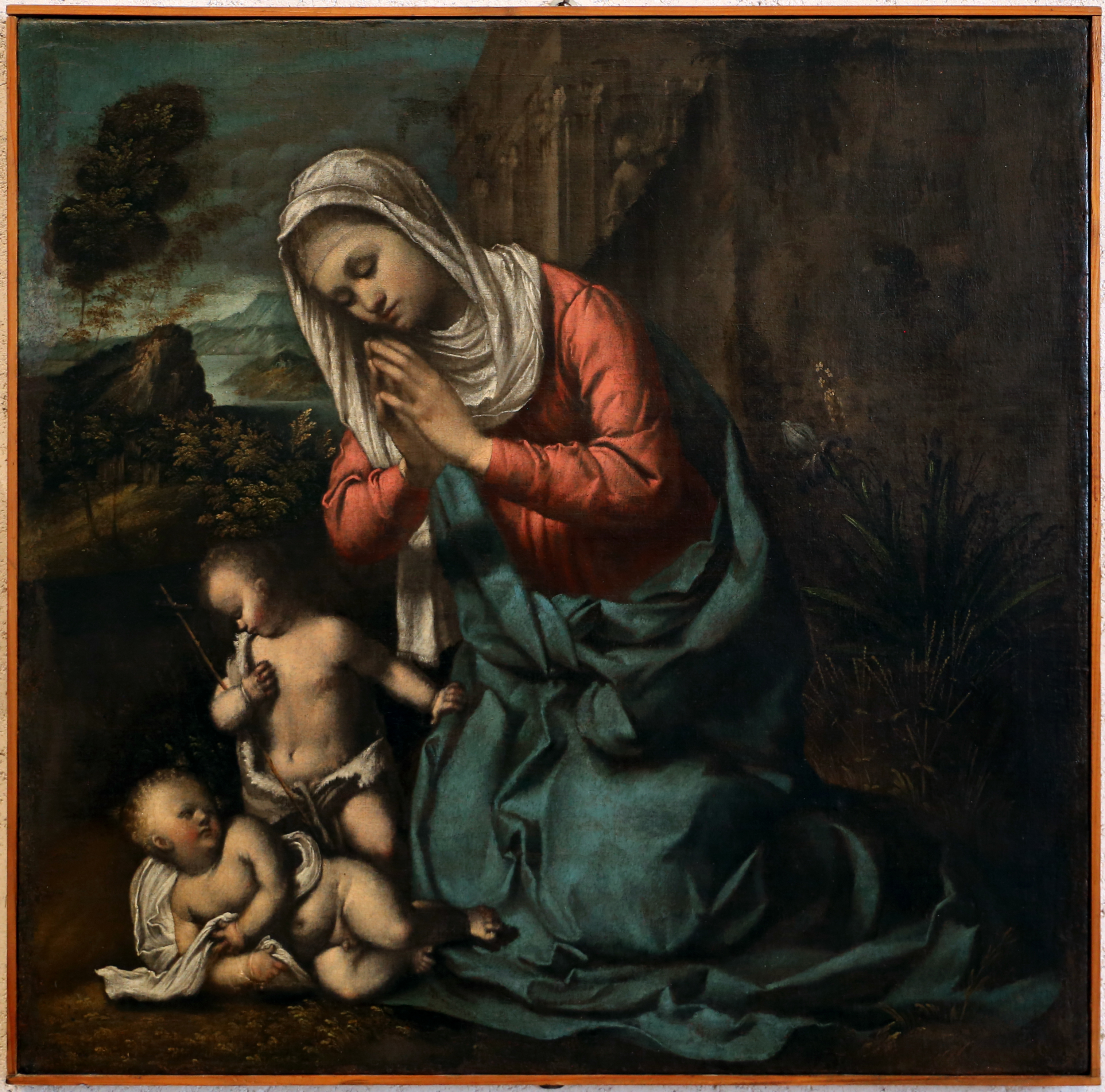
Madonna col bambino e San Giovannino, Museo di Castelvecchio di Verona

Il Demio si impose quale valente artista sin dai primi anni di attività, tanto che nel poemetto Lode di Schio di Giovanni Battista Dragonzino da Fano del 1526, unico pittore ad esser citato, l'autore esprime grandi apprezzamenti sul suo operato.
Le prime notizie sul suo conto riguardano i lavori per una pala per la chiesa di San Francesco a Schio nel 1525 (un'opera non pervenutaci della quale rimangono solo notizie d'archivio) e l'assunzione, come mosaicista, per lavori alla Basilica di San Marco a Venezia nel 1537. Tuttavia le prime opere a lui attribuite e giunte sino ai giorni nostri risultano essere le ante dell'organo per il duomo di Schio del 1535 e Il martirio di San Lorenzo per la parrocchiale di Torrebelvicino (1533). 
Negli anni successivi risultava presente a Pisa (1538), indi a Milano (1539), poi nuovamente presso San Marco a Venezia come mosaicista (1540/41), e ancora a Milano, dove realizzò tra il 1541 ed il 1545 gli affreschi per la cappella Sauli presso la chiesa di Santa Maria delle Grazie.
Dopo il 1545 il pittore, forse su invito del Vasari, si recò a Napoli, quindi a Mantova e, tra il 1553 ed il 1555  tornò nel vicentino dove realizzò gli affreschi per la palladiana villa Thiene di Quinto Vicentino.
Nel 1556 fu nuovamente a Venezia, scelto con altri sei pittori personalmente dal Tiziano e dal Sansovino per realizzare tre dei ventuno tondi per il soffitto della nuova libreria Marciana.
Successivamente Demio fu presente a Padova, Orvieto, Venezia, nuovamente a Napoli e nel vicentino, dove realizzò nel 1564 l'ultima sua opera di certa attribuzione.
Secondo le fonti morì nel 1570, forse a Vicenza.

## Opere
- Il martirio di San Lorenzo (1533), Torrebelvicino, chiesa parrocchiale
- Martirio di San Pietro e Martirio di San Paolo (1535), Schio, duomo
- Noli me tangere, Cristo in Emmaus, Profeti, Evangelisti e Sibille e pala d'altare Crocefissione per la cappella Sauli (1541/45), Milano, chiesa di Santa Maria delle Grazie
- Natura tra Pallade e Giove, Virtù teologali davanti alla Divinità e La Natura e le Stagioni (1556), Venezia, libreria Marciana
- Adorazione dei Magi (1564), Vicenza, palazzo Chiericati
- Adorazione dei pastori (tra il 1540 e il 1570), Padova, chiesa di Santa Maria in Vanzo
- Madonna in adorazione di bambin Gesù e San Giovannino, Verona, Museo di Castelvecchio
- Compianto su Cristo morto, Merano, Castello Principesco
- Compianto su Cristo morto, Lavenone, chiesa di San Bartolomeo
- Madonna con il Bambino e San Girolamo, Napoli, basilica di San Giacomo degli Spagnoli
- Adorazione dei Magi (1564), Vicenza, Chiesa di San Lorenzo